# Thomas Wessinghage
Thomas Wessinghage (Hagen, 22 febbraio 1952) è un ex mezzofondista tedesco.

## Palmarès
| Anno | Manifestazione | Sede         | Evento       | Risultato | Prestazione | Note |
| ---- | -------------- | ------------ | ------------ | --------- | ----------- | ---- |
| 1974 | Europei indoor | Göteborg     | 1500 m piani | Argento   |             |      |
| 1974 | Europei        | Roma         | 1500 m piani | Bronzo    |             |      |
| 1975 | Europei indoor | Katowice     | 1500 m piani | Oro       |             |      |
| 1975 | Universiadi    | Roma         | 1500 m piani | Oro       |             |      |
| 1976 | Europei indoor | Monaco       | 1500 m piani | Argento   |             |      |
| 1978 | Europei indoor | Milano       | 1500 m piani | Argento   |             |      |
| 1979 | Europei indoor | Vienna       | 1500 m piani | Argento   |             |      |
| 1980 | Europei indoor | Sindelfingen | 1500 m piani | Oro       |             |      |
| 1981 | Europei indoor | Grenoble     | 1500 m piani | Oro       |             |      |
| 1982 | Europei        | Atene        | 5000 m piani | Oro       |             |      |
| 1983 | Europei indoor | Budapest     | 1500 m piani | Oro       |             |      |
| 1984 | Europei indoor | Göteborg     | 1500 m piani | Bronzo    |             |      |
| 1985 | Europei indoor | Atene        | 3000 m piani | Argento   |             |      |

## Altre competizioni internazionali
1975
- Oro in Coppa Europa ( Nizza), 1500 m piani - 3'39"1

1977
- Argento in Coppa del mondo ( Düsseldorf), 1500 m piani

1979
- Oro in Coppa del mondo ( Montréal), 1500 m piani

1980
- Oro alla Greifenseelauf ( Zurigo)

1985
- Bronzo alla Grand Prix Final ( Roma), 5000 m piani - 13'29"01
- Bronzo al Giro Media Blenio ( Dongio) - 34'34"